# Hopetown
Hopetown - miasto w Republice Południowo Afrykańskiej, położone w Prowincji Przylądkowej Północnej, w dystrykcie Pixley ka Seme, w gminie Thembelihle której jest siedzibą administracyjną.
Miasto położone jest nad rzeką Oranje.